# Bhadda Kuṇḍalakesā
Bhadda Kuṇḍalakesā (Rajgir, VI secolo a.C. – ...) è stata un'asceta giainista convertita al buddismo da Sariputra, uno dei due principali discepoli di Gautama Buddha.
Raggiunse la condizione di arahant più velocemente di qualsiasi altra monaca e visse nel VI secolo a.C. in quelli che ora sono il Bihar e l'Uttar Pradesh in India.

## Primi anni di vita
Nacque come "Bhadda" a Rajagaha, la capitale del regno Magadha del re Bimbisara. I genitori benestanti di Bhadda erano molto protettivi nei suoi confronti, perché era di natura appassionata e temevano che ciò avrebbe finito per ferirla a causa della sua forte attrazione per gli uomini. Un giorno, attraverso la finestra di casa sua vide un ladro che veniva condotto sul luogo della sua esecuzione. Era il figlio di un bramino, ma aveva una lunga storia di furti alle spalle. Bhadda si innamorò di lui a prima vista. Riuscì a convincere suo padre che non poteva vivere senza di lui, e così corruppe le guardie carcerarie, le quali permisero al condannato di evadere dalla prigione.
La coppia si sposò e subito dopo lo sposo si adoperò per far propri i gioielli della moglie. Disse a Bhadda che aveva giurato di fare offerte a una certa divinità della montagna se fosse riuscito a evitare la pena di morte. Riuscì a portare Bhadda lontano da casa sua usando questo pretesto. Voleva spingerla giù da un'alta scogliera per rubare i suoi preziosi ornamenti. Quando arrivarono al precipizio, le parlò della sua intenzione. Nella sua angoscia, Bhadda adoperò uno stratagemma che le permise di spingerlo verso morte certa.

## Ascetismo giainita
Gravata dal senso di colpa derivante dall'assassinio di suo marito, Bhadda non voleva tornare alla vita laicale. I piaceri sensuali e i beni materiali non catturavano più la sua attenzione, perciò divenne un'asceta errante. Entrò nell'ordine dei giainisti come asceta. Come penitenza speciale, i suoi capelli furono strappati dalle radici quando fu ordinata. I suoi capelli ricrebbero ed erano molto ricci, e le fu dato il nome di il nome "Kundalakesa" ("capelli ricci"). Bhadda Kundalakesa non era soddisfatta dalla dottrina giainista, quindi divenne un'asceta errante solitaria. Per cinquant'anni viaggiò in tutta l'India antica e visitò molti maestri spirituali, acquisendo così un'ampia conoscenza delle scritture e delle filosofie religiose. Con la sua conoscenza, divenne una delle più grandi polemiste del suo tempo. Ogni volta che entrava in una città, creava un mucchio di sabbia e vi infilava un ramo di rosa, sfidando chiunque fosse interessato a un dibattito a calpestare il mucchio di sabbia.

## Disputa con Sariputra
Un giorno visitò Savatthi e di nuovo eresse il suo mucchio di sabbia. A quel tempo, Śāriputra, uno dei due principali discepoli del Buddha e il discepolo con il più grande potere di analisi, si trovava nel monastero di Jetavana in città. Sentì dell'arrivo di Bhadda e, come segno della sua disponibilità a discutere, mandò diversi bambini a calpestare il mucchio di sabbia. Bhadda si recò poi recato a Jetavana, il monastero di Anathapindika, seguita da una grande folla di spettatori. Era estremamente fiduciosa della vittoria, dato che si era abituata a vincere tutti i dibattiti come una cosa ovvia. Bhadda pose una serie di domande a Sariputra. Rispose a tutte finché lei non riuscì a pensare ad altre domande. Poi fu il turno di Sariputra di interrogarla. La sua prima domanda colpì profondamente Bhadda, che fu "Che cos'è l'Uno?" Bhadda rimase in silenzio, incuriosita da ciò che stava chiedendo. Avrebbe potuto rispondere "Dio" o "Brahma" o "l'Infinito", il che avrebbe rappresentato una buona risposta. Ma Bhadda decise di non formulare una risposta e quindi perse il dibattito, perché sapeva di aver trovato ciò che stava cercando da mezzo secolo di vagabondaggio per l'India. Scelse Sariputra come suo insegnante, ma lui la indirizzò dal Gautama Buddha, il quale le espose il dharma sul Picco dell'Avvoltoio e terminò la spiegazione con versi che significavano: «Piuttosto che mille versi privi di senso, meglio una singola riga il cui ascolto dà la pace.»
In parallelo al vagabondo Bahiya, il bhikkhu che raggiunse la condizione di arahant più velocemente di chiunque altro, Bhadda fu la più veloce tra le bhikkhuni. Entrambi colsero l'essenza dell'insegnamento del Buddha così rapidamente e così profondamente che la loro ordinazione nel sangha avvenne solo dopo il raggiungimento della condizione di arahant. La loro mente e il loro autocontrollo emotivo erano stati a lungo addestrati e preparati, quindi il loro raggiungimento giunse molto rapidamente.